# Kiss of the Spider Woman (film 2025)
Kiss of the Spider Woman è un film del 2025 scritto e diretto da Bill Condon.
La pellicola è l'adattamento cinematografico dell'omonimo musical di John Kander, Fred Ebb e Terrence McNally, a sua volta tratto dal romanzo Il bacio della donna ragno di Manuel Puig. Il libro era già stata adattato per il grande schermo nel 1985 da Héctor Babenco.

## Trama
Argentina, 1981. Mentre la guerra sporca impazza, il marxista Valentin Arregui Paz è detenuto come prigioniero politico. Valentin è costretto a dividere la cella con il parrucchiere gay Luis Molina (a seguito di una condanna a otto anni per presunta corruzione di un minore), il quale, per distrarsi dall'orrore del carcere, passa il tempo immaginando film con protagonista un'attrice del passato di nome Ingrid Luna, incluso il ruolo della Donna Ragno, che uccide la sua preda con un bacio.

## Produzione
Nel dicembre 2023 è stato annunciato che Jennifer Lopez avrebbe prodotto e interpretato la protagonista in un adattamento cinematografico del musical di Kander ed Ebb diretto da Bill Condon. Nell'aprile 2024 Diego Luna e Tonatiuh si sono uniti al cast, mentre Ben Affleck e Matt Damon si sono uniti al progetto in veste di produttori.
Le riprese principali sono iniziate in New Jersey il 21 marzo 2024 e si sono concluse il 16 giugno seguente.

## Distribuzione
Il film è stato presentato in anteprima mondiale al Sundance Film Festival il 26 gennaio 2025.

## Accoglienza

### Critica
L'aggregatore di recensioni Rotten Tomatoes riporta un indice di gradimento dell'81%.